# Odorheiu Secuiesc
Odorheiu Secuiesc (Hongaars: Székelyudvarhely, ook bekend onder de naam Udvarhely; Duits: Oderhellen of Hofmarkt) is een stad in Roemenië, in het Zevenburgse district Harghita dat onderdeel is van de Hongaarse enclave Szeklerland.
De stad heeft 34.257 inwoners waarvan 92,4% (31.665 personen) etnische Hongaren zijn. Het is de stad met het hoogste percentage Hongaren in Roemenië (gebaseerd op de volkstelling van 2011).

## Geschiedenis
In 1334 wordt voor het eerst melding gemaakt van Székelyudvarhely. De stad is de plek van de eerste landsvergadering van het Szeklerland in 1359. In de 15e eeuw wordt er een versterkte burcht gebouwd in de stad. De burcht wordt meerdere malen verwoest en weer opgebouwd. Tegenwoordig is de burcht bekend als de Szekler - aangevallen - burcht. Midden in de burcht staat tegenwoordig een middelbare school.
Tot 1920 was de stad de hoofdplaats van het Hongaarse comitaat Udvarhely. Daarna kwam heel Transsylvanië onder Roemeens bestuur. Tussen 1940 en 1944 was de stad onderdeel van Hongarije als onderdeel van Noord-Transsylvanië. In de jaren 50 maakte Odorhei onderdeel uit van de Hongaarse Autonome Provincie die in 1968 werd opgeheven. Verder is de stad gelegen in de historische regio Szeklerland. In 1968 werd de huidige provincie Harghita gevormd. Hiervan is Miercurea Ciuc de hoofdstad en vormt Odorhei de tweede belangrijkste stad.

## Bezienswaardigheden
Székelyudvarhely heeft een compact centrum dat is gelegen rondom het Stadhuisplein en het Marton Áronplein. Aan het Stadhuisplein staat als zuidelijke afsluiting de Hongaars Gereformeerde Kerk en in de directe nabijheid daarvan het historische stadhuis dat eerder diende als Comitaatshuis (Zie: Udvarhely). Aan de noordzijde is de Rooms Katholieke Franciskanerkerk met dubbele toren te zien. Verder is op het noordelijke deel van het plein een beeldenpark ingericht met grootheden uit de geschiedenis van de Szeklers. De afsluiting van het plein wordt gevormd door een hotelgebouw uit de socialistische tijd. Aan de westzijde van het Stadhuisplein opent zich de belangrijke winkelstraat Kossúth Lajos. Ten noorden van het hotel ligt de Tamási Áronstraat met een brug over de rivier Tarnava Mare. Direct aan de rivier ligt het imposante gebouw van het Tomcsa Sándor Theater.
Ten zuiden van de Gereformeerde Kerk ligt het Marton Áronplein, centraal op dit plein staat het standbeeld van de Szekler soldaat (Vas-Székely). Het plein wordt aan de zuidzijde begeleid door het gebouw van de Pedagogische Liceum Benedek Elek en een middelbare school, de noordzijde wordt gevormd door het gebouw van de SZEK (Székelyudvarhelyi Egyetemi Központ), de Universiteit van de stad. Aan de oostzijde staat hoog boven het plein op de heuvel de Rooms Katholieke Sint Nikolaaskerk (Szent Miklós). 
Verder is in de richting van Miercurea Cius het stadsmuseum (Haaz Rezso Muzeum) te vinden.  Richting het noorden ligt even buiten de stad een thermaalbad (Szejkefürdö). Bij dit bad is ook een verzameling Szeklerpoorten te zien en een monument voor Balázs Orbán, een beroemde zoon van de stad. Sinds 2021 is hier ook een minituurpark geopend voor toeristen.

## Verbindingen
De stad is per spoor verbonden met een lijn naar Sighișoara (Segesvár) en van daar zijn er verdere verbindingen richting Mediaș (Meggyes) en Sibiu (Nagyszeben).
Per auto is de stad vanuit het noorden bereikbaar via weg 13A van Bălăușeri (Balavásár) waar de aansluiting is op de doorgaande weg naar Tirgu Mures (Marosvásárhely). Richting het oosten gaat weg 13A door naar de districtshoofdstad Miercurea Ciuc (Csíkszereda). Het dichtstbijzijnde vliegveld is Luchthaven Târgu Mureș waar vandaan regelmatige vluchten zijn naar Boekarest en Boedapest.

## Voorzieningen
De stad is het centrum van de Udvarhelyszék, een regio met ruim 121.000 inwoners (2002). De stad heeft onderwijs, een ziekenhuis en een theater.

## Media

### Kranten
In de stad verschijnt het Hongaarstalige dagblad Székelyhon (Thuis van de Szeklers}.

### Radio
Het regionale publieke radiostation is Radio Tirgu Mures (Roemeenstalig) en Marosvásárhelyi Rádió (Hongaarstalig).
Commerciële radiostations zijn Star Rádió, Prima Rádío en Rádió GaGa.

## Trivia
Odorheiu Secuiesc heeft op kerkgebied een innige band met Zoetermeer. Hulptransporten en allerlei projecten worden sinds 1992 vanuit Zoetermeer georganiseerd met en naar mensen in Odorheiu Secuiesc.

## Geboren in Odorheiu Secuiesc
- László Rajk (1909-1949), Hongaars politicus
- Peter Eötvös (1944-2024), Hongaars componist en dirigent
- László Csaba (1963), Hongaars voetballer en voetbalcoach

## Fotogalerij

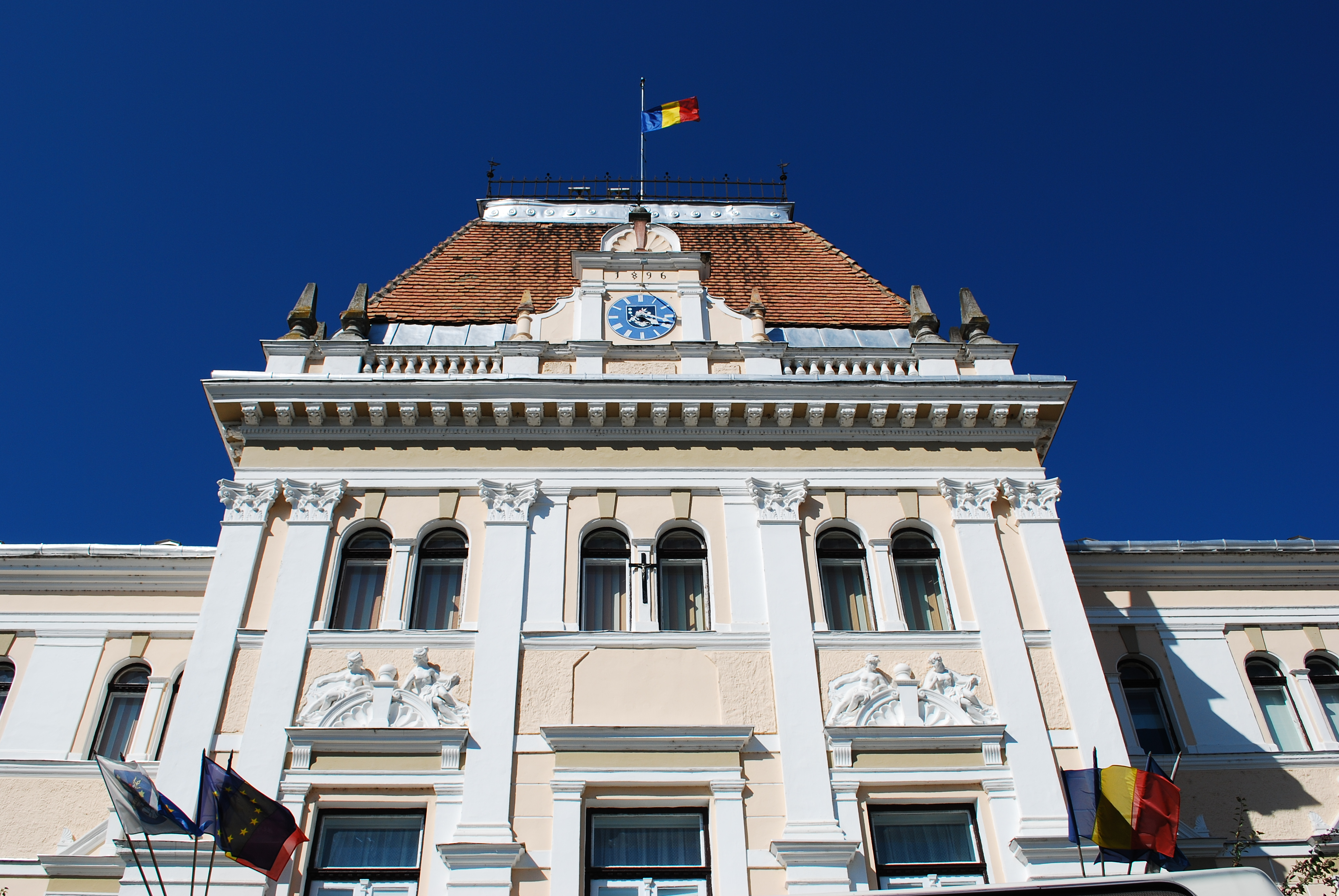
Stadhuis
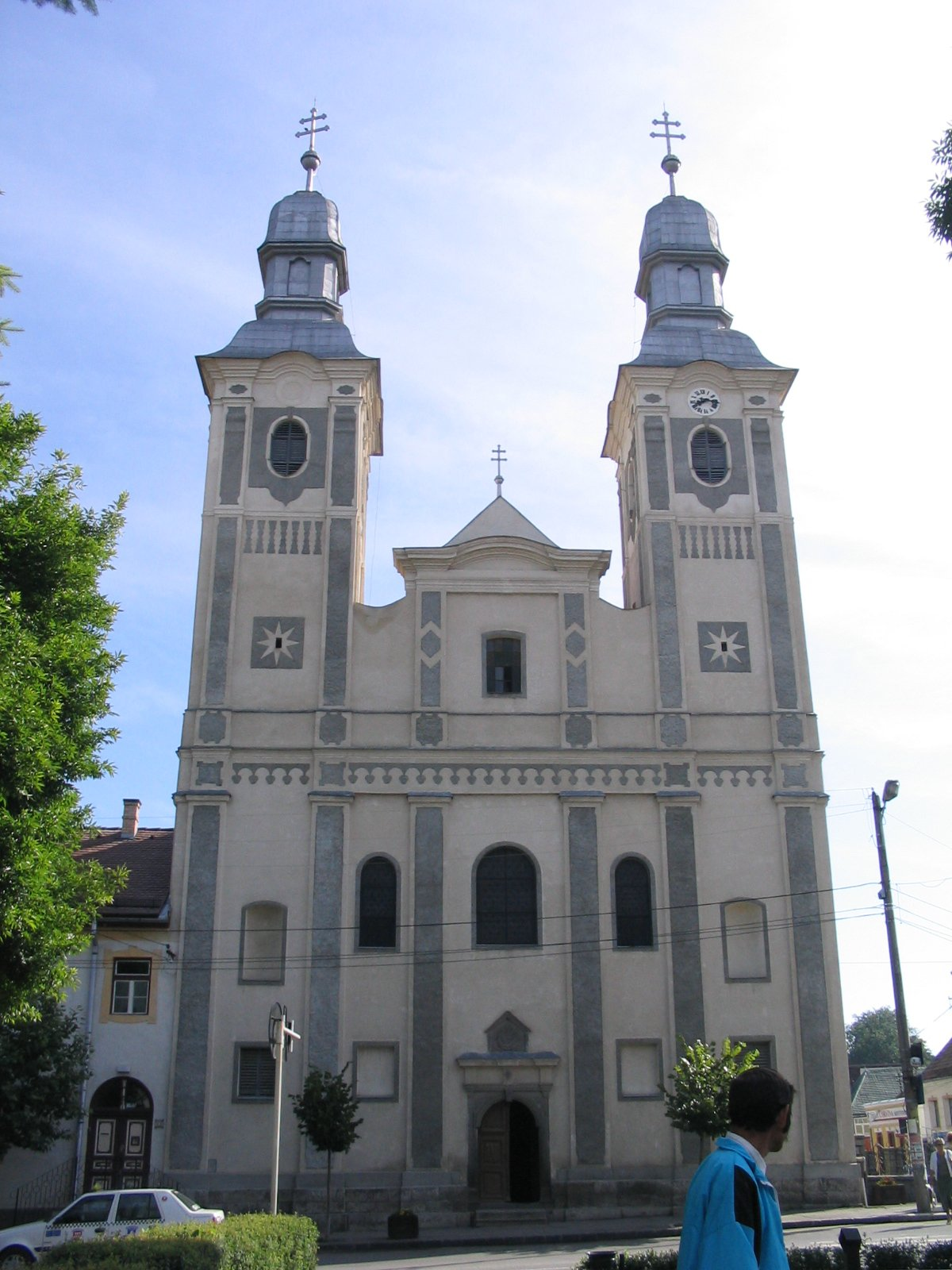
Rooms-katholieke kerk
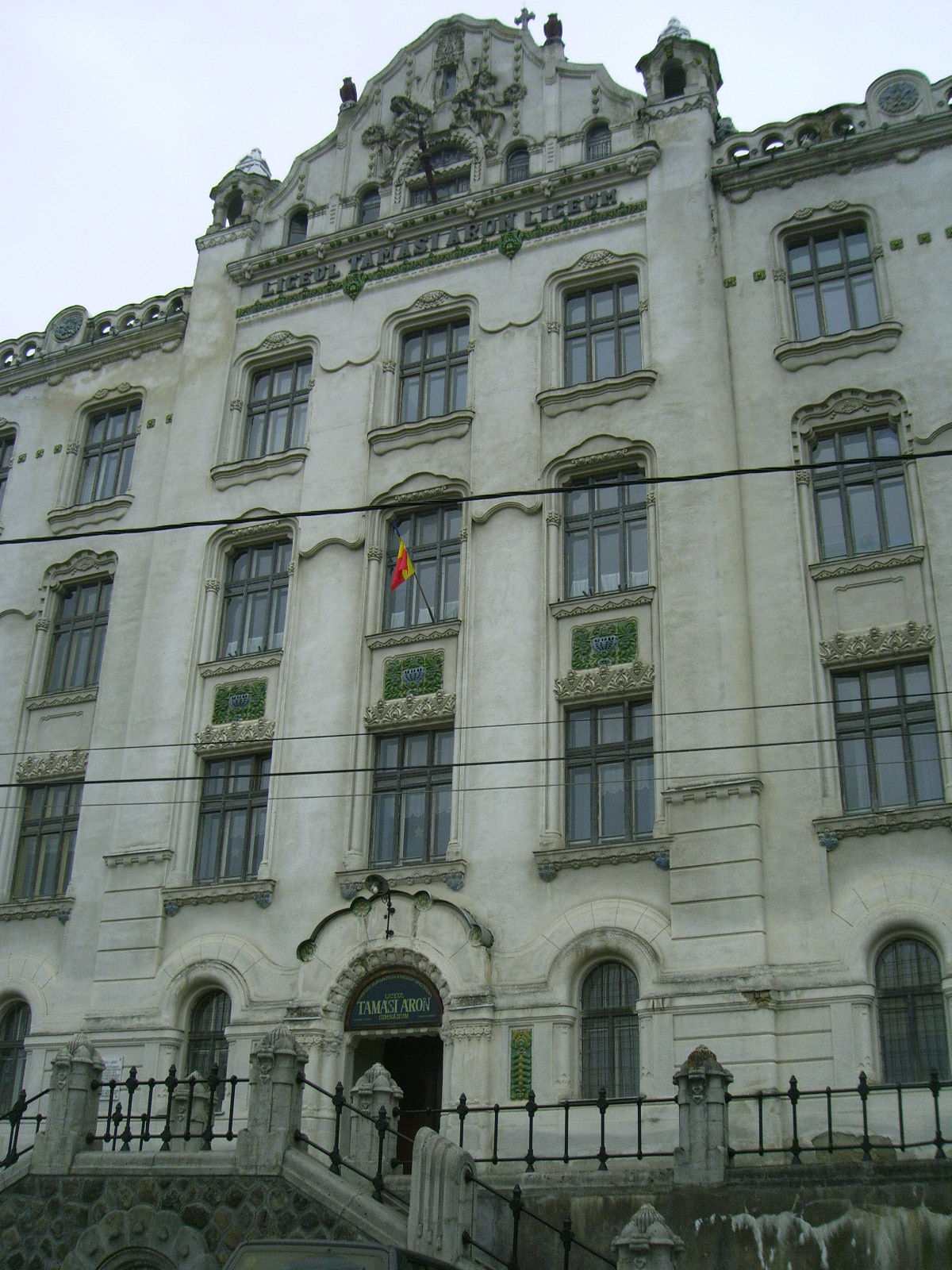
Lyceum „Áron Tamási”
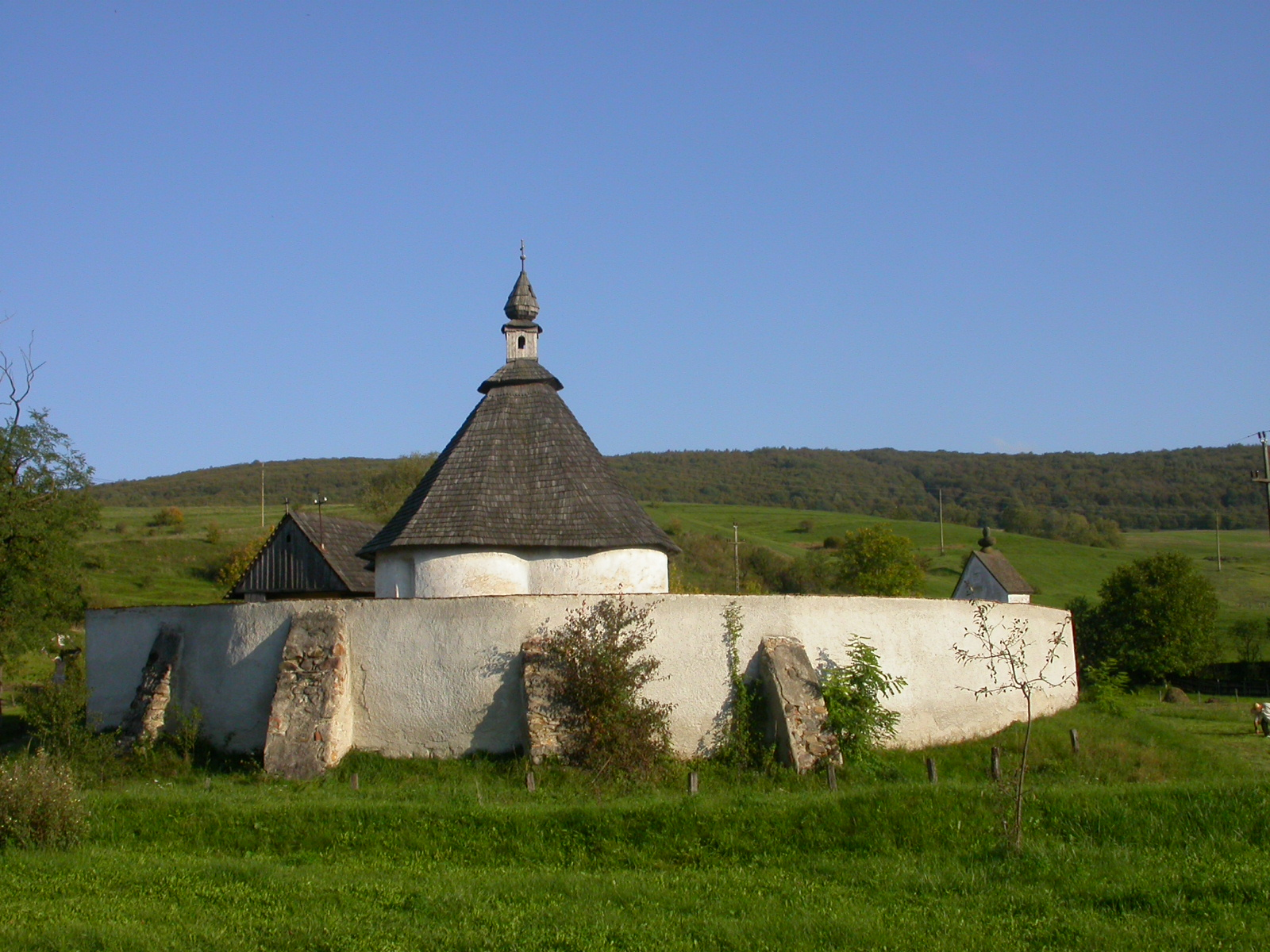
Jezuskapel
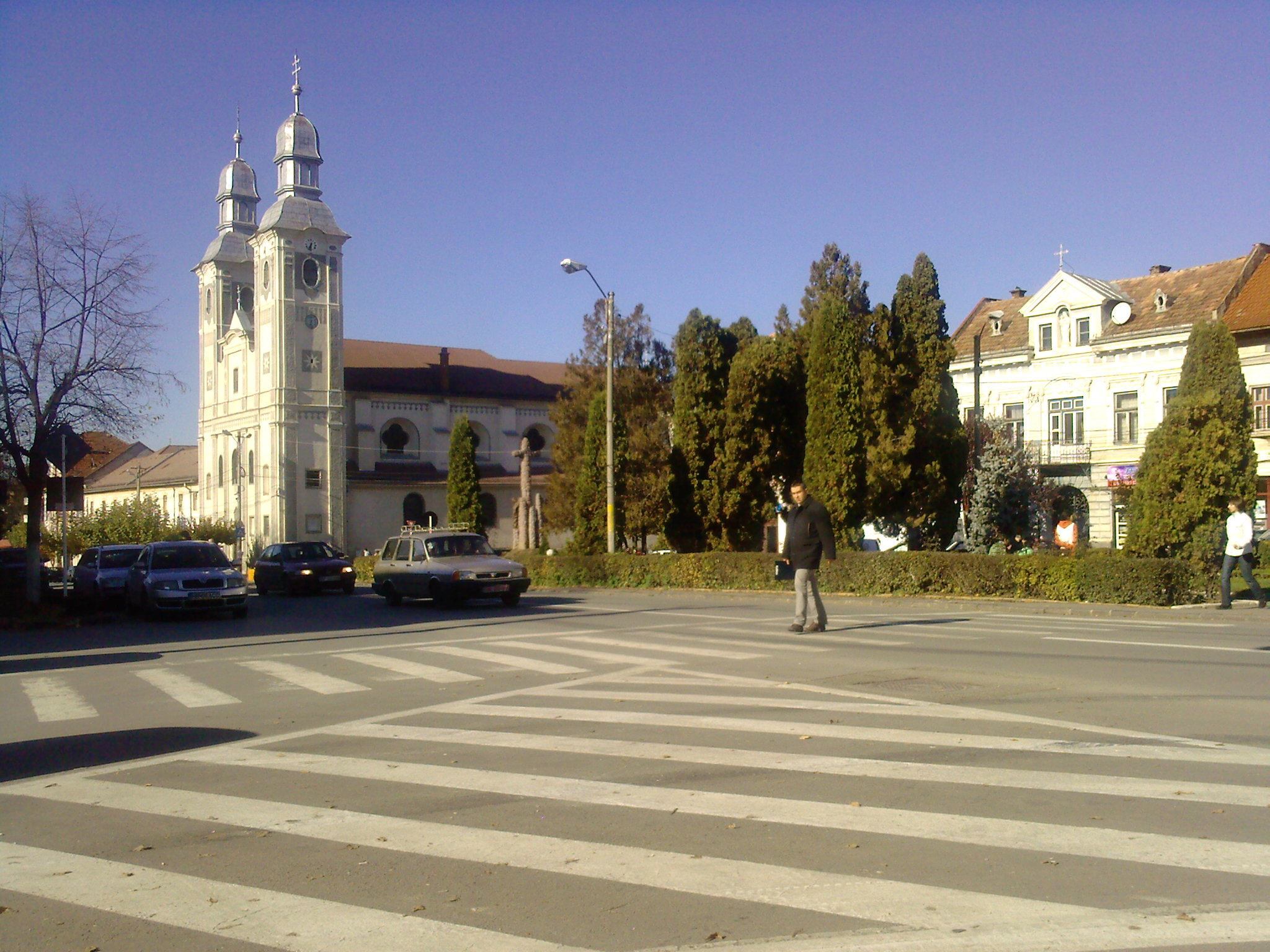
Centrum van de stad